# Fulmine (cacciatorpediniere 1896)
Il Fulmine è stato un cacciatorpediniere della Regia Marina.

## Storia
Progettato dal generale ispettore del Genio Navale Ernesto Martinez ed ispirato a progetti inglesi e tedeschi dell'epoca, il Fulmine fu il primo cacciatorpediniere italiano. La nave permise di fare esperienza nel settore sia ai progettisti militari che alla cantieristica locale, ma si dimostrò, essendo comunque un'unità sperimentale, di caratteristiche mediocri: mentre l'armamento risultò abbastanza adatto, lo scafo ebbe problemi strutturali, non consentendo il raggiungimento della velocità massima prevista dal progetto (26,5 nodi). 
Il Fulmine fu quindi rapidamente superato dalle classi successive: la Lampo di 6 unità, di costruzione tedesca, e quindi la classe Nembo (6 unità) e la Soldato (11 unità), costruite in Italia.
Negli anni successivi alla costruzione l'armamento della nave subì importanti modifiche, giungendo infine ad essere composto da un cannone da 76/30 mm, tre da 57/43 mm e due tubi lanciasiluri da 356 mm.
Prima del 1910 il Fulmine fu utilizzato dal fisico Domenico Pacini per una serie di esperimenti sulla ionizzazione dell'aria.
L'unità conobbe il suo primo impiego operativo durante la guerra italo-turca. Il 10 aprile 1912, in particolare, partecipò, insieme agli incrociatori corazzati Carlo Alberto e Marco Polo, agli incrociatori ausiliari Città di Siracusa e Città di Catania ed alla torpediniera Alcione ad un bombardamento della città di Zuara (centro di contrabbando di materiali bellici per le truppe ottomane), seguito da uno finto sbarco simulato dai piroscafi Sannio, Hercules e Toscana.
All'inizio del primo conflitto mondiale l'unità era temporaneamente aggregata alla V Squadriglia Cacciatorpediniere (Nembo, Borea, Turbine, Espero, Aquilone), ma non era operativa.
Sebbene ormai vetusto e superato, il Fulmine fu impiegato in guerra, espletando principalmente compiti di scorta convogli ed azioni antisommergibile.

Il Fulmine all'ormeggio a La Spezia

Durante una di queste missioni la nave fu coinvolta nella perdita del piroscafo Minas, che dimostrò i problemi esistenti nel sistema adottato per le scorte in Mediterraneo: l'intesa tra le Marine italiana, francese e britannica prevedevano infatti la divisione del Mediterraneo in varie zone di competenza delle singole Marine, all'interno delle quali la scorta al naviglio in transito sarebbe spettata alla Marina che aveva la giurisdizione su tale area. Il Fulmine, infatti, scortò il Minas, carico di truppe ed in rotta Napoli-Salonicco, sino ad un punto a circa duecento miglia ad est di Malta, dove terminava l'area di giurisdizione italiana e dove il cacciatorpediniere avrebbe dovuto essere rilevato nella scorta da unità britanniche; causa un disguido, tuttavia, nessuna nave inglese andò incontro al Minas, che fu silurato dal sommergibile tedesco SM U 39 e s'inabissò nel punto 36°25' N e 18°24' E, trascinando con sé 870 uomini.
Radiato nel 1921, il Fulmine fu avviato alla demolizione.